# David Farbstein
David Farbstein (David Zwi Farbstein, jiddisch דוד פֿאַרבשטיין; * 12. August 1868 in Warschau, Russisches Kaiserreich; † 18. April 1953 in Zürich; heimatberechtigt in Zürich) war ein Schweizer Politiker.
Farbstein war das zweite jüdische Mitglied des schweizerischen Nationalrats und Vertrauter von Theodor Herzl. Er war Jurist, Mitglied der Sozialdemokratischen Partei der Schweiz, Zürcher Kantonsrat und Nationalrat. Zu seinen Erfolgen wird die Förderung der Gleichberechtigung des Judentums in der Schweiz gezählt. Farbstein zählt zu den Persönlichkeiten der Stadt Zürich.

## Leben und Wirken
David Farbstein entstammte einer Familie von Talmudgelehrten, erwarb ein Diplom als Rabbiner und arbeitete danach als kaufmännischer Angestellter in Warschau. Sein Bruder war Herschel Farbstein, späterer polnischer Sejmabgeordneter und Misrachiführer. Die beiden Farbstein-Brüder gründeten in jungen Jahren gemeinsam den zionistischen Jugendverein Dorschei Zion.
Von 1892 bis 1896 studierte David Farbstein Rechts- und Staatswissenschaften an den Universitäten Berlin, Zürich und Bern und wurde 1896 in Bern zum Dr. iur. promoviert. 1897 liess er sich als Rechtsanwalt in Zürich nieder und erwarb im gleichen Jahr das Bürgerrecht von Affoltern bei Zürich.
Er war mit Hermann Greulich und Leonhard Ragaz befreundet.
Er war in erster Ehe mit Betty Farbstein, geb. Ostersetzer (1873–1938) verheiratet, die 1900 in Zürich in Medizin promovierte und danach als Ärztin arbeitete. Aus dieser Ehe gingen zwei Söhne hervor. In zweiter Ehe war er mit Rosa Farbstein, geb. Leszczynska (1888–1973) aus Lodz verheiratet. Aus dieser Ehe ging ein weiterer Sohn hervor.
Seine Enkelin Dina Wyler (1931–2007), Tochter des Sohnes aus erster Ehe, war eine erfolgreiche Künstlerin.

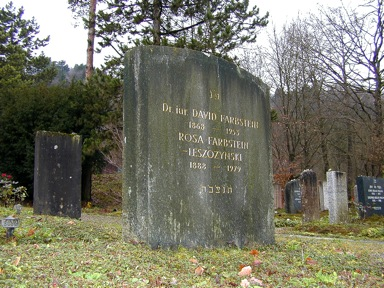
Grab David und Rosa Farbstein auf dem Israelitischen Friedhof Oberer Friesenberg

David Farbsteins Grab war das erste des damals neu entstandenen jüdischen Friedhofs Oberer Friesenberg in Zürich. An seiner Beerdigung war auch Ernst Nobs, ehemaliger Schweizer Bundespräsident, anwesend und würdigte seinen alten Kampfgefährten.
Zu Farbsteins 50. Todestag wurde seiner in Zürich-Wiedikon im März 2003 gedacht.

### Politische Karriere
1897 trat Farbstein der Sozialdemokratischen Partei bei. 1902 wurde er in den Zürcher Kantonsrat gewählt, dem er bis 1926 angehörte. 1904 wurde er im damaligen Kreis III (Aussersihl und Wiedikon) in den Grossen Stadtrat (Legislative) von Zürich gewählt, dem er bis 1922 angehörte, seit 1913 für den Kreis 6. Am Landesstreikprozess von 1919 verteidigte Farbstein die angeklagten Streikführer. In der freisinnig-demokratischen Zürichsee-Zeitung war in diesem Zusammenhang bereits 1912 von der «Rabulistik des ehemaligen polnischen Juden Farbstein» die Rede. Immer öfter wurde er von seiner Partei damit beauftragt, deren Repräsentanten in Prozessen zu vertreten. Als «sehr begabter Jurist» diente Farbstein der Partei als Rechtsberater. Auch wurde er für legiferierende Tätigkeiten beigezogen und später mit solchen beauftragt.
1922 wurde David Farbstein, der ursprünglich marxistisch orientiert war, als einer der Führer der schweizerischen Sozialdemokratischen Partei in den Nationalrat gewählt und wirkte dort bis 1938. Er war damit, nach Maurice Goetschel, ebenfalls Anwalt, der zweite jüdische Nationalrat. Allerdings gehörte er, anders als Goetschel, der Linken an. Zu den «Vielrednern» gehörte Farbstein nicht, dafür hatte er seine guten Gründe. Taten zählten für ihn mehr als Worte. Farbstein war für ein einheitliches Strafgesetzbuch in der föderalistischen Schweiz:

«Für die Mitarbeit in der Strafrechtskommission konnte Farbstein auf eine langjährige Berufserfahrung zurückgreifen. In seiner Vorstellung hatten Strafen vordringlich das Ziel, zur Besserung eines Straffälligen beizutragen, die Peinigung von Tätern betrachtete er als eine unzulängliche Rache.»

Im Mittelpunkt seiner politischen Tätigkeiten standen der Kampf gegen die Klassenjustiz, die Bekämpfung von Antisemitismus und Diskriminierung der jüdischen Bevölkerung sowie der Einsatz für ein schweizweit einheitliches und humanistisch ausgestaltetes Strafrecht. Farbstein lehnte die Todesstrafe, die im frühen 20. Jahrhundert in gewissen Schweizer Kantonen immer noch praktiziert wurde, ab. Er vertrat die Ansicht, dass es sich dabei um eine grausame Rache handle, um ein Überbleibsel des Talionsrechts (Vergeltungsrecht «Aug um Auge, Zahn um Zahn»). Im Mai 1928 legte er im Nationalrat in seiner Funktion als Kommissionsmitglied für die Vereinheitlichung des Strafgesetzbuches die Meinung der Kommissionsmehrheit dar, die für die Abschaffung der Todesstrafe war. Seine zweite grössere Rede vor dem Ratsplenum hielt Farbstein 1925 als Vertreter der Kommissionsminderheit, die für eine Liberalisierung des Abtreibungsparagraphen votierte. Als Rechtsanwalt hatte er in Zürich immer wieder Frauen vor Gericht verteidigt, die abgetrieben hatten und war daher mit der Materie vertraut.

### Zionistische Bewegung
Farbstein war sein Leben lang engagiert im Kampf gegen Antisemitismus und soziale Ungerechtigkeit. Er war ein enger Mitarbeiter Theodor Herzls und hielt auf dem ersten Zionistenkongress 1897 ein Referat über die wirtschaftlichen Gründe der «Judenfrage». Nach Herzls Tod war er in der zionistischen Bewegung nicht mehr aktiv.
Auf Farbstein geht der Ort des ersten Zionistenkongresses zurück. Herzl hatte Farbstein nach vielen Querelen um München und Zürich mit Brief vom 9. Juni 1897 gebeten, in der Schweiz einen günstigen Kongressort unweit der österreichisch-schweizerischen Grenze zu finden. Zu guter Letzt wurde Basel der geschichtsträchtige Ort, von dem dann das Basler Programm und Jahre später die Staatswerdung Israels ihren Ausgang nahmen.
1923 unternahm Farbstein eine Reise in den jüdischen Teil Palästinas. Sie sollte die einzige dorthin bleiben, und er berichtete darüber in der sozialdemokratischen (nicht in der jüdischen) Presse. Als einziger Jude protestierte er im sozialdemokratischen Volksrecht am 1. September 1942 öffentlich gegen die vom Schweizer Bundesrat beschlossene Verschärfung der Einwanderungsbestimmungen, die von Heinrich Rothmund antisemitisch umgesetzt wurde und unzählige jüdischen Flüchtlinge das Leben kostete. 1948 befürwortete er basisdemokratische Errungenschaften wie Initiative und Referendum nach Schweizer Vorbild für den neu gegründeten Staat Israel. Er prägte die Vorstellungen nachfolgender Generationen von Zionisten mit sozialistischen Zukunftsvorstellungen entscheidend mit. In den letzten Lebensjahren wurde Farbstein vom SIG (Schweizerischer Israelitischer Gemeindebund) finanziell unterstützt.

## Veröffentlichungen
- Die Stellung der Judentums zum Proselytenwesen. Vorwort von Dr. Jacob Zucker. Verlag die Gestaltung, Zürich 1950.
- Johannes Huber 1879–1948. Mit Arthur Schmid, Max Weber, Buchdruckerei Volksstimme, St. Gallen 1949.
- Walter Hoch’s «Kompass durch die Judenfrage». Eine Widerlegung. Verlag Die Gestaltung, Zürich 1946.
- Die Stellung der Juden zur Rassen- und Fremdenfrage. Verlag Die Gestaltung, Zürich 1939.
- Das «Edikt von Konstantinopel». Lokalkomitee Zürich des Schweizerischen Israelitischen Gemeindebundes, Zürich 1935.